# Масуд-бек
Масуд-бек (? — 1289, Бухара) — хорезмиец, сын Махмуд Ялавача, наместник Чагатайских ханов в Мавераннахре на протяжении пяти десятилетий, с 1238 по 1289 годы.

## Биография
После подавления восстания Махмуда Тараби в Бухаре, случившегося в 1238 году, около 1239—1240 года Чагатай самовольно сместил Махмуда Ялавача, и все области от китайской границы до Бухары перешли под управление Масуд-бека, сына Махмуда Ялавача.
При всех междоусобиях среди Чингизидов, фактически управляли Средней Азией сначала купец Махмуд Ялавач, затем его сын Масуд-бек, а затем последовательно три сына последнего. Монголов не интересовало управление Средней Азией и её внутренние дела и единственный смысл владения Средней Азией они видели в получении с неё доходов через своего ставленника. Масуд-бек пережил многих номинальных чагатаидских и прочих владетелей улуса: он выполнял свою задачу поставки оговоренных со Средней Азии доходов и поэтому оставался на своем посту вне зависимости от междоусобной борьбы.

### Денежная реформа
Масуд-бек оказался перед большой трудностью, так как в предшествующее время здесь не было систематического чекана монет из валютных металлов. Чтобы практически осуществить сбор налогов в монетах, нужно было сначала наладить их выпуск, причём таким образом, чтобы они стали и средством обращения, приняли реальное участие в торговле. Началом массового чекана серебра следует считать именно 1271—1272 годы, эти годы считают началом реформы Масуд-бека.

### Политика в области культуры
Масуд-бек стремился восстановить медресе и основал ряд новых в Бухаре, из которых нужно отметить медресе «Масудийе», где обучалось около 1000 студентов. В 1273 году войско Хулагуидов вошло в Бухару, начались резня и грабёж, во время которых сгорело медресе Масуд-бека, а в нём — много рукописных книг.
Масуд-бек скончался в 1289 году в Бухаре.